# Abyarachryson
Abyarachryson is een kevergeslacht uit de familie van de boktorren (Cerambycidae). De wetenschappelijke naam van het geslacht werd voor het eerst geldig gepubliceerd in 2002 door Martins.

## Soorten
Abyarachryson is monotypisch en omvat slechts de volgende soort:
- Abyarachryson signaticolle (Blanchard, 1851)